# The Bureau: XCOM Declassified
The Bureau XCOM Declassified — компьютерная игра, смесь пошаговой стратегии и тактической ролевой игры, которая относится к серии игр X-COM и разрабатывалась компанией 2K Marin.

## Сюжет
Действия в игре разворачиваются в 1962-1963 годах в Соединённых Штатах Америки. Протагонист игры — агент ЦРУ Уильям Картер, который, будучи переведён в службу XCOM, расследует признаки вторжения пришельцев на Землю. Элерий — топливо для инопланетных кораблей и оружия. Поиск, изучение инопланетных технологий и сбор элерия станут необходимы, чтобы противостоять инопланетянам.
В прологе, агент Уильям Картер везёт на военную базу Грум Рейндж кейс с загадочным содержимым. На базе Майрон Фолк (директор Бюро) пытается убедить высшее командование войсками США в реальности угрозы со стороны так называемых Чужих. Генералы же считают, что все доказательства существования пришельцев — советская дезинформация. К Картеру в номер приходит офицер и требует показать содержимое кейса. Картер отказывается, ссылаясь на приказ доставить кейс лично Фолку. Офицер вдруг стреляет в Картера, оказываясь лазутчиком-Чужим, и открывает кейс. Содержимое кейса взрывается, пришелец погибает, а Картер необъяснимым образом исцеляется. На базу начинается полномасштабное вторжение Чужих. Картер с боем пробивается к директору Фолку, который приказывает ему и агентам Нильсу и Кинни активировать элериевую бомбу на полигоне около базы. Им это удаётся, и их подбирает пилот Барнс на вертолёте Скайренджер. Взрыв бомбы уничтожает Грум Рейндж.
Выжившие прибывают на подземную базу XCOM, где Фолк поясняет, что началось полномасштабное вторжение пришельцев на территорию США и, возможно, по всему миру. Чужие также создают помехи по всем диапазонам связи, что помогает держать общественность в неведении и избегать паники. Там же Картер знакомится с другим старшим агентом — Николасом «Нико» да Силвой, протагонистом DLC «Ангар-6». На базе оказывается лазутчик Чужих, который прячется в морге. Пытаясь взять его в одиночку, агент Нильс погибает. Картеру и двум другим агентам удаётся взять пришельца в плен.
Первое задание Картера — доставка доктора Алана Уира из Роузмонтского университета на базу. К сожалению, Чужие тоже пытаются захватить или убить доктора, так как он проводит опыты по созданию венн-врат, технологии мгновенного перемещения, широко используемого Чужими для вторжения на Землю. Помощник Уира оказывается заражён вирусом лунатизма — биологическим оружием Чужих, заставляющим людей впадать в транс и безостановочно повторять одно и то же действие, но он сопротивляется болезни и помогает доктору в его исследованиях, умоляя Картера спасти Уира. На базе доктор Уир и его коллега доктор Генрих Дрезнер работают в лаборатории, исследуя технологии пришельцев.
Фолк просит Картера допросить пойманного лазутчика, у которого из головы удалили мозговой имплантат, соединяющий его с Мозаикой — связной сетью Чужих, подавляющей индивидуальную волю. Лазутчик соглашается помочь Картеру взамен на обещание освободить его народ от рабства Мозаики и, если это будет возможно, дать им шанс поселиться на Земле, так как их родной мир умирает. Фолк раскрывает план использовать венн-врата чтобы попасть в родной мир Чужих и уничтожить их командный центр. Ради этого инженеры XCOM работают над «Мстителем» — космическим кораблём, основанным на укрупнённом дизайне Avrocar с использованием инопланетных технологий и элерия. Согласно информации лазутчика, чтобы проложить курс через венн-врата, необходимо навигационное устройство, которое можно найти только на шпиле, используемом для переправки кораблей между мирами Чужих.
Вместе с Уиром Картер отправляется к ближайшему шпилю, чтобы выкрасть навигатор. Картер с напарниками проходят мимо охраны благодаря отвлекающему манёвру Нико да Силвы, который при этом жертвует собой. У входа в башню пришельцев Картер также находит тело агента Кинни. Во время задания с ним периодически связывается Чужой по имени Фюрер, который является командиром сил вторжения и изобретателем вируса лунатизма. Фюрер призывает Картера сдаться, однако Картеру удаётся изъять навигатор, сбить тяжёлый корабль противника и вернуться на базу.
На базе Картер встречается с агентом Анджелой Уивер, которая уже довольно долго занимается поисками Фюрера. Наконец аналитикам XCOM удаётся обнаружить местонахождение Фюрера. Фолк решает отправить на его поимку Картера, но Уивер угоняет один из Скайренджеров. Картер прибывает в штаб-квартиру Чужих на Земле немного позже неё. Уивер раскрывает, что у неё личный счёт к Фюреру, который похитил её брата и использовал его как подопытного кролика. Обнаружив брата Уивер, они понимают, что его уже не спасти. Агенты с боем пробиваются в центр базы пришельцев и берут Фюрера в плен. Узнав всё что нужно, Картер оставляет командира Аутсайдеров на расстрел Уивер. Однако смерть Фюрера нисколько не влияет на активность Чужих на Земле. Картер понимает, что Фюрер был не самым главным. Главным является Исток, управляющий всеми с помощью Мозаики с его штаб-квартиры на орбите их родного мира, находящегося за 600 световых лет от Земли в районе созвездия Лебедя.
Наконец пришёл час атаковать центр империи Чужих. Пройдя на «Мстителе» через венн-врата, команда Картера пробивается к Истоку. Приказ Фолка — взять его живым с помощью венн-браслета. Однако Исток знает о присутствии Картера. Более того, он считает, что в Картере находится «демон». Картер вдруг осознаёт, что всеми его действиями с момента взрыв кейса управляло энергетическое существо под названием эфириал (этим объясняется вид игры с третьего лица, так как эфириал парит позади Картера и управляет им словно марионеткой; в момент потери им контроля игра на очень короткое время переключается в режим от первого лица). Исток раскрывает, что он тоже когда-то был под контролем эфириала, но ему удалось поработить своего «демона» и использовать его для создании Мозаики, поработив свою расу. Вместо Истока Картер берёт в плен его эфириала по имени Шемеш. Фолк и Уир помогают Картеру вернуться на борт «Мстителя», после чего корабль улетает через венн-врата на Землю, оставив Истоку подарок в виде ядерно-элериевой бомбы, однако Исток также спасается и вылетает из врат следом.
На Земле Картер освобождает Шемеш из венн-браслета в элериевую камеру в лаборатории XCOM. С гибелью Истока и уничтожением Мозаики войска Чужих на Земле растеряны. Часть пришельцев сдаётся в плен без боя, часть находится в полном смятении, а остальные продолжают сопротивляться, зная, что дома их ждёт лишь умирающая планета. Картер подходит к Шемеш, после чего эфириал Картера (имя — Асару) начинает с ней ментальный разговор. Шемеш утверждает, что все миры, где побывали Чужие, необходимо уничтожить, чтобы предотвратить распространение Мозаики. Услышав это, Картер временно сбрасывает контроль Асару и убивает Шемеш. Шемеш взрывается, от чего Картер падает в обморок. Очнувшись, он узнаёт что Фолк убедил лазутчика вновь подключиться к Мозаике, чтобы найти уцелевшего Истока. Хотя это удаётся, лазутчик (под контролем Мозаики) выдаёт местоположение базы XCOM. Пришельцы атакуют базу, а Картер начинает перестрелку с лазутчиком. Убив его, Картер заставляет Асару покинуть его. Вместо него Асару вселяется в одного из трёх других персонажей (выбор игрока: Фолк, Уивер или Уир). С этого момента, игрок управляет новым персонажем, хотя и с теми же способностями. Им едва удаётся сбежать на борту «Мстителя», прежде чем пришельцы уничтожают базу.
Последним заданием является штурм орбитальной станции, на которой находится Исток. Тем временем, Картер, помешанный на уничтожении Асару, пытается всячески убить одного из персонажей. С трудом уничтожив Истока, Асару берёт всех остальных Чужих под контроль с помощью Мозаики. В зависимости от выбора персонажа, это готовит одну из трёх судеб для них, также от этого зависит судьба заражённых (лунатиков). Фолк заставляет всех Аутсайдеров заниматься ремонтно-восстановительными работами, но в конце-концов они умирают от истощения, все заражённые остаются в лунатичном состоянии без улучшений. Уивер попросту убивает их всех, заставив сражаться между собой, и уничтожает заражённых людей. Уир договаривается о мире и после помощи в восстановлении планеты отпускает их, но заставляет покинуть Землю. Также Уир единственный, кто исцеляет всех заражённых, которые ничего не помнят. В любом случае, все следы от вторжения пришельцев тщательно заметаются.

## Геймплей
Первоначально в версии игры 2012 года, по словам разработчиков, для эффективной борьбы против врага, игрок должен будет изучать его и изобретать различные методы борьбы против него. Главные враги, Чужие, являются гуманоидным видом «живой технологии». В большинстве случаев игрок будет действовать совместно со своими напарниками, при этом есть возможность перейти в тактический режим для отдачи приказов своим союзникам.
В игре есть режим тактического обзора, при входе в который игровое время замедляется, чтобы отдать приказы двум агентам, путешествующим с протагонистом. Работа с агентами — ключевая особенность игры. Классы агентов можно настраивать, подбирая способности, полезные в миссиях. Сами миссии можно выбирать из различных вариантов, то есть XCOM включает ролевые элементы. В распоряжении Картера есть радио и радар, позволяющие отслеживать активность инопланетян.

### Агенты
Уильям Картер является уникальным агентом и единственным в классе «командир отряда». В начале он может только исцелять свой отряд, но затем получает дополнительные способности, включая способность временного пси-контроля над врагом. Картер также может использовать любое оружие и бросать гранаты.
Всё другие агенты, которых можно нанять, принадлежат к одному из четырёх классов:
- Солдат поддержки: улучшает боевые качества других бойцов, ставит энергетический купол, защищающий от выстрелов, и ослабляет противника. Вооружён пистолетом/пистолетом-пулемётом.
- Инженер: минирует поле боя, устанавливает турели, выбивает врагов из укрытий. Вооружён дробовиком, затем — плазмером.
- Коммандос: передовой боец, способный дразнить врага, сбивать противников с ног и либо наносить значительный урон на большой площади, либо увеличивать запас здоровья одного из своих товарищей. Вооружён автоматом, который позже меняет на плазмомёт.
- Разведчик: опытный снайпер, умеет становиться невидимым или вызывать собственную копию, а также вызывающий артобстрелы. Вооружён снайперской винтовкой.

При найме агента, каждому можно дать один из видов дополнительной подготовки:
- Техническая подготовка: агент может чаще использовать способности.
- Боевая подготовка: агент более эффективно обращается с оружием.
- Подготовка на выносливость: агент может пережить больше ранений.
- Адреналиновая подготовка: агент быстрее исцеляется.

Плюс ещё два особенных вида подготовки в зависимости от класса.
Можно нанять не более 8 агентов, не считая Картера (по 2 из каждого класса), однако можно получить дополнительных агентов, выполняя второстепенные задания (например, убедить советского шпиона в реальности вторжения инопланетян, после чего он становится агентом XCOM). Все нанятые агенты начинают на 1-м уровне, однако получают опыт за убийство врагов и могут дойти до 5-го уровня. Картер может дойти до 10-го уровня.
В бою смертельно раненые агенты могут быть подняты на ноги любым другим за определённый отрезок времени. Если этого не сделать, то агент умирает. На лёгких уровнях сложности на его место приходит другой агент из нанятых Картером. На среднем уровне сложности заменить погибшего агента можно только в определённых точках. На самом сложном уровне смертельно раненых агентов вообще нельзя вернуть в бой, а лишь стабилизировать. Стабилизированные агенты становятся доступны только по окончании задания. Если умрёт Картер, то игра заканчивается. С каждым серьёзным ранением агента нужно всё быстрее и быстрее «откачивать», прежде чем он истечёт кровью.

### Оружие
В самом начале агенты XCOM могут использовать только земное (огнестрельное) оружие: пистолет, пистолет-пулемёт, автомат, дробовик и снайперскую винтовку. Картер может носить два вида оружия с собой, тогда как другие агенты ограничены одним (однако у них не кончаются боеприпасы, тогда как Картер должен постоянно искать патроны, либо батареи). По окончании пролога Картер и другие агенты получают венн-браслеты от доктора Дрезнера, которые позволяют им использовать найденное оружие пришельцев. Однако оружие пришельцев самоуничтожается при гибели солдат. Для того, чтобы это не случалось, нужно сначала найти этот вид оружия, который ещё не бывал в руках врага. Чтобы пополнить боезапас, Картеру необходимо подбирать оружие того же типа. Также во многих местах можно найти ранец или ящик с патронами, подходящими для любого земного оружия, или ящик с батареями для оружия пришельцев. Ящики значительно пополняют соответствующий боезапас.
Картер также может бросать гранаты. Вначале это обычные «лимонки». Позже Картер получит доступ к «липким» гранатам Чужих. Чужие тоже активно бросают гранаты. Кроме вооружения, каждый агент носит боевой ранец. По мере прохождения заданий можно найти разнообразные типы ранцев, повышающие определённые качества агента, в том числе ранцы, повышающие одно качество за счёт другого. В основных заданиях, где-то на полпути, Картеру предоставляется возможность сменить оружие, гранаты либо ранцы для всех агентов и даже сменить агентов. Кроме этого, на более сложных уровнях это — единственные точки, где можно пополнить отряд агентами вместо погибших.

### Враги
Основными врагами являются так-называемые чужие: гуманоиды, обладающие продвинутыми технологиями, включая лазерное и плазменное оружие. Самоназвание чужих — «зудъяри», однако это название почти никогда не используется даже интерфейсом игры. Чужие представляют могущественную межзвёздную империю, уже захватившую несколько миров и рас. Две из этих порабощённых рас участвуют во вторжении на Землю: сектоиды и мутоны (последние служат в армии чужих в качестве наёмников: это можно узнать, прочитав результаты вскрытия этого вида пришельцев). Вид обоих рас практически не отличается от «XCOM: Enemy Unknown», указывая на то, что «The Bureau» является своеобразным приквелом той игры. Единственное отличие — светящийся синий ошейник на сектоидах, указывающий на то что они — рабы. Среди войск чужих также присутствуют силикоиды — полуразумные сгустки биомассы, поедающие плоть, дроны — летающие шарообразные роботы, стреляющие с большой высоты и лечащие союзные войска, сектоподы — шагающие роботы с пилотами-сектоидами, штурмовики — летательные аппараты чужих, высаживающие войска и стреляющие из лазерных пушек, и титаны — летающие тарелки, атакующие смертоносными лучами. Чужие также состоят из различных классов, включая простых солдат, командиров-защитников (создают щиты), фантомов (становятся невидимыми при движении), элитных солдат (обладают щитами), снайперов, пси-командиров (способны временно взять агента XCOM под контроль) и других. Кроме обычных мутонов, которые являются тяжёлыми солдатами в броне, также существуют элитные мутоны, которые обладают реактивными ранцами.
Согласно Firaxis, эта игра является, в общих чертах, приквелом «XCOM: Enemy Unknown», описывая основание XCOM. Из этого можно судить, что сектоиды и мутоны были вначале порабощены чужими, а после их поражения — эфириалами. Также, эфириалы в «The Bureau» не такие, как в «XCOM», хотя определённые сходства имеются (например, четыре руки). Можно предположить, что энергетические эфириалы являются теми представителями их расы, которые смогли покинуть свои тела. Остальные не смогли этого сделать и впоследствии напали на Землю.

## Разработка игры
13 апреля 2010 года игра была официально анонсирована, и вместе с анонсом стало известно, что её разрабатывает компания 2K Marin, а дата выхода запланирована на конец 2011 года под ПК и Xbox360. Вместе с этим был открыт официальный сайт игры и опубликован первый скриншот из игры, на котором была изображена игровая графика.

8 мая 2010 года разработчики игры опубликовали 13 скриншотов из игры, на некоторых из которых были показаны моменты из геймплея.
9 июня 2010 года 2K Games назвали список игр, которые будут показаны в ходе игровой выставки Electronic Entertainment Expo 2010, которая будет проводиться в Лос-Анджелесе. Список данных игр также включает XCOM.

10 июня 2010 года во время выставки разработчики игры опубликовали первый дебютный трейлер к игре, в котором была показана игровая графика и моменты геймплея. Вместе с этим были объявлены некоторые подробности относительно игры.

16 июня 2010 года во время выставки Е3 2010 были опубликованы 5 новых скриншотов к игре, на которых была изображена игровая графика.

В сентябре 2011 г. компания Take-Two опубликовала новый график релизов своих проектов. Среди прочего выяснилось, что перенесено время релиза проекта XCOM. Если раньше он был запланирован на 6 марта 2012 года, то теперь стал назначен на 2013 финансовый год.
Осенью 2012 года шутер XCOM от 2K Marin сменил перспективу с первого на третье лицо.
В апреле 2013 года 2K Games без объяснения причин закрыла официальный сайт игры и удалила два игровых трейлера с официального канала на YouTube.
26 апреля 2013 года открыт новый официальный сайт игры, игра была переименована в «The Bureau: XCOM Declassified».
20 августа 2013 года игра поступила в продажу.

## Критика и рецензии
| Сводный рейтинг       | Сводный рейтинг                        |
| Агрегатор             | Оценка                                 |
| --------------------- | -------------------------------------- |
| GameRankings          | X360: 69,96 % PS3: 65,56 % PC: 61,91 % |
| Русскоязычные издания |                                        |
| Издание               | Оценка                                 |
| Absolute Games        | 60 %                                   |

По мнению портала Absolute Games The Bureau эффектно выглядит, в ней есть удачные сцены, но в целом игра не больше чем фундамент для игры, что действительно смогла бы потягаться с тем, на кого The Bureau так отчаянно равняется.

## Примечание
1. 1 2 3 4 5 6 7 8  Steam — 2003.
2. ↑  The Bureau: XCOM Declassified <- Гарри Поттер и волшебный форум
3. ↑  2K Marin. XCOM (англ.). Официальный сайт игры. Дата обращения: 13 июня 2010. Архивировано 24 февраля 2012 года.
4. ↑  Andrew Burnes. 2K Games Finally Announces The New X-COM! (англ.). Voodoo Extreme 3D (13 апреля 2010). Дата обращения: 12 июня 2010. Архивировано 24 февраля 2012 года.
5. ↑  Randolph Ramsay. First-person shooter "re-imagining" of classic sci-fi series confirmed; BioShock 2 dev house 2K Marin at the helm. (англ.). GameSpot (13 апреля 2010). Дата обращения: 12 июня 2010. Архивировано 24 февраля 2012 года.
6. ↑  XCOM - новый шутер от первого лица. GameTech (14 апреля 2010). Дата обращения: 12 июня 2010. Архивировано 24 февраля 2012 года.
7. ↑  Анонсирован проект XCOM. MGnews.ru (14 апреля 2010). Дата обращения: 12 июня 2010. Архивировано 24 февраля 2012 года.
8. ↑  XCOM – борьба с инопланетянами. MGnews.ru (8 мая 2010). Дата обращения: 12 июня 2010. Архивировано 24 февраля 2012 года.
9. ↑  Jube. 2K's Biggest E3 Lineup Ever; XCOM Out 2011 (англ.). Voodoo Extreme 3D (9 июня 2010). Дата обращения: 12 июня 2010. Архивировано 24 февраля 2012 года.
10. ↑  Tom Magrino. XCOM to land in 2011, Mafia II tops 2K E3 lineup (англ.). GameSpot (9 июня 2010). Дата обращения: 12 июня 2010. Архивировано 24 февраля 2012 года.
11. ↑  XCOM E3 2010 Trailer (англ.). Voodoo Extreme 3D (10 июня 2010). Дата обращения: 13 июня 2010. Архивировано 24 февраля 2012 года.
12. 1 2  Andrew Burnes. XCOM E3 2010 Trailer Released (англ.). Voodoo Extreme 3D (10 июня 2010). Дата обращения: 13 июня 2010. Архивировано 24 февраля 2012 года.
13. ↑  Дебютный трейлер XCOM. GameTech (11 июня 2010). Дата обращения: 13 июня 2010. Архивировано 24 февраля 2012 года.
14. ↑  XCOM – не маленькие, не зелёные, не человечки. MGnews.ru (11 июня 2010). Дата обращения: 13 июня 2010. Архивировано 24 февраля 2012 года.
15. ↑  Andrew Burnes. XCOM E3 2010 Screenshots (англ.). Voodoo Extreme 3D (16 июня 2010). Дата обращения: 16 июня 2010. Архивировано 24 февраля 2012 года.
16. ↑  Скриншоты xcom: неравный бой. MGnews.ru (19 июня 2010). Дата обращения: 20 июня 2010. Архивировано 24 февраля 2012 года.
17. ↑  MGNews.ru Выход ХCOM отложен. Дата обращения: 16 ноября 2011. Архивировано 12 ноября 2011 года.
18. ↑  Take-Two Interactive Software, Inc. Reports Financial Results for Second Quarter Fiscal 2012 Архивная копия от 22 декабря 2014 на Wayback Machine (англ.)
19. ↑  XCOM стал шутером от третьего лица. Kanobu (1 октября 2012). Архивировано 18 октября 2012 года.
20. ↑  2K Games закрыла сайт тактического шутера XCOM. Дата обращения: 14 апреля 2013. Архивировано 15 апреля 2013 года.
21. ↑  Oft-Delayed XCOM Shooter Sees Its Official Site and Videos Taken Offline. Дата обращения: 14 апреля 2013. Архивировано 16 апреля 2013 года.
22. ↑  The Bureau: XCOM Declassified for Xbox 360 (англ.). GameRankings. Дата обращения: 30 июня 2025. Архивировано из оригинала 9 декабря 2019 года.
23. ↑  The Bureau: XCOM Declassified for PlayStation 3 (англ.). GameRankings. Дата обращения: 1 июля 2025. Архивировано из оригинала 9 декабря 2019 года.
24. ↑  The Bureau: XCOM Declassified for PC (англ.). GameRankings. Дата обращения: 2 июля 2025. Архивировано из оригинала 9 декабря 2019 года.
25. 1 2  Обзор игры The Bureau: XCOM Declassified от AG.ru. Дата обращения: 23 декабря 2013. Архивировано 17 декабря 2013 года.